# 순창중학교
순창중학교(淳昌中學校)는 대한민국 전북특별자치도 순창군 순창읍 남계리에 있는 공립 중학교이다.

## 학교 연혁
- 1949년 2월 16일 : 순창공립농림중학교 6학급 인가
- 1950년 5월 20일 : 순창농림중학교 4년제 허가
- 1951년 8월 31일 : 순창농고에 순창중 병설
- 1982년 8월 1일 : 신축 교사로 이전
- 2023년 3월 1일 : 제28대 정진복 교장 부임
- 2024년 2월 7일 : 제73회 졸업식 36명 졸업(누계 11,406명)

## 참고 자료
- 순창중학교 - 한국교육학술정보원 학교알리미